# Titanidiops syriacus
Espèce
Synonymes
- Idiops syriacus O. Pickard-Cambridge, 1870

Titanidiops syriacus est une espèce d'araignées mygalomorphes de la famille des Idiopidae.

## Distribution
Cette espèce se rencontre en Syrie et en Israël.

## Description
La carapace du mâle décrit par Kritscher en 1957 mesure 5,6 mm de long sur 4,5 mm et l'abdomen 5,5 mm

## Systématique et taxinomie
Cette espèce a été décrite sous le protonyme Idiops syriacus par O. Pickard-Cambridge en 1870. Elle est placée dans le genre Titanidiops par Simon en 1903.

## Étymologie
Son nom d'espèce lui a été donné en référence au lieu de sa découverte, la Syrie.

## Publication originale
- O. Pickard-Cambridge, 1870 : « Monograph of the genus Idiops, including descriptions of several species new to science. » Proceedings of the Zoological Society of London, vol. 1870, p. 101-108 (texte intégral).